# Cristina Díaz Salazar
María Cristina Díaz Salazar (Monterrey, Nuevo León; 17 de septiembre de 1958) es una abogada y política mexicana, miembro del Partido Revolucionario Institucional. En 2006, se convirtió en la primera mujer en gobernar el municipio de Guadalupe, Nuevo León, cargo que ha ocupado dos veces más: del período 2018-2021, y de 2021-2024.

## Trayectoria profesional
Egresada de la Facultad de Derecho de la Universidad Autónoma de Nuevo León (UANL), Díaz ha sido la Presidencia del Partido Revolucionario Institucional en el estado de Nuevo León. Además, se ha desempeñado como Delegada Adjunta del Comité Directivo Estatal así como Delegada del PRI en Aguascalientes y en Baja California. Dentro del ámbito partidista, su carrera política en Nuevo León la ha llevado a desempeñarse como Secretaría de Organización del Comité Directivo Estatal, así como presidente del Comité Municipal del PRI en Guadalupe, Nuevo León.
En el ámbito legislativo, fue diputada local en el Congreso de Nuevo León y diputada federal dos veces, en la LVI Legislatura y en la LIX Legislatura del Congreso de la Unión de México. Sus acciones e iniciativas se enfocaron en dar un énfasis importante a la política social en materia de equidad, educación y salud.
Como senadora de la República en la Legislatura LXII, se desempeñó como presidenta de la Comisión de Gobernación y participó en la de Seguridad Pública teniendo especial énfasis en reformas e iniciativas sobre los temas de Seguridad, Justicia, Gobernación y Político Electorales.
Dentro de la función pública, se desempeñó como Asesora de la Dirección General del Instituto Mexicano del Seguro Social (IMSS), Gerente Administrativo de Campos de Golf en FONATUR así como Delegada Regional del Instituto Nacional de Migración con sede en Nuevo León. Destacó por la implementación de programas de gobierno con un importante énfasis de carácter social. En 2011, fue Secretaría General del CEN del PRI. Después de la resignación de Humberto Moreira, Cristina Díaz fue Presidente Nacional Interina del Comité Ejecutivo Nacional del PRI. El 8 de diciembre de 2011, después de que el Consejo Político Nacional del PRI eligió a Pedro Joaquín Coldwell como Presidente del PRI, Cristina Díaz volvió a ser Secretaría General; tras la renuncia de Pedro Joaquín Coldwell de la presidencia del partido para ocupar la cartera de la Secretaría de Energía, Cristina Díaz se convirtió de nuevo en presidenta nacional del PRI.

## Semblanza Oficial
En septiembre de 2012, asume el cargo de Senadora de la República y Presidenta de la Comisión de Gobernación, siendo la primera mujer en asumir este cargo. Además, desde julio de 2013 es la Secretaría General de la Confederación Nacional de Organizaciones Populares (CNOP), uno de los tres sectores del PRI.
De marzo de 2011 a diciembre de 2012 fue Secretaría General del Comité Ejecutivo Nacional (CEN) del Partido Revolucionario Institucional (PRI). Durante este tiempo, fue dos veces presidenta interina del CEN, en diciembre de 2011 y en diciembre de 2012. Adicionalmente, fue coordinadora de las Campañas de los Candidatos al Senado para el proceso electoral 2012.
Ha sido diputada federal en tres ocasiones y diputada local en una ocasión, llegando a ser presidenta de la Gran Comisión del Congreso Local. También, fue la primera mujer en llegar a presidenta municipal de Guadalupe, Nuevo León, periodo 2006-2009.
En el ámbito partidista local, fue la primera mujer en presidir el Comité Directivo Estatal del PRI en Nuevo León. Anteriormente, fue Secretaría General Adjunta, Secretaría de Organización y Presidenta del Comité Municipal de Guadalupe, entre otros. A nivel federal fue Delegada del CEN del PRI en los estados de Aguascalientes y Sonora, y Coordinadora Regional de la Campaña Presidencial de 2006 en Tabasco, Chiapas y Quintana Roo.
En la administración pública ha fungido como Asesora en Vinculación Legislativa de la Dirección General de Instituto Mexicano del Seguro Social (IMSS), bajo la Dirección de Santiago Levy; Delegada Regional del Instituto Nacional de Migración (INM) en el Estado de Nuevo León; Presidenta de la Red Neolonesa de Municipios Saludables; y Presidenta Nacional de la Red Mexicana de Municipios por la Salud, entre otros.
En la academia, ha sido Catedrática de la Universidad Autónoma de Nuevo León. (UANL) en las Facultades de Derecho y Criminología, de Ciencias Sociales y de Ciencias Políticas y Administración Pública. UANL

## Reconocimientos
- Flama, Vida y Mujer 2019 - Desarrollo Gubernamental[4]
- Premio Foro Jurídico 2016 - Contribución a la Modernización de la Justicia Penal[5]
- Medalla "Dr. José Eleuterio González" 2012[6]